# Streptocarpus saundersii
Streptocarpus saundersii är en tvåhjärtbladig växtart som beskrevs av William Jackson Hooker. Streptocarpus saundersii ingår i släktet Streptocarpus och familjen Gesneriaceae. Inga underarter finns listade i Catalogue of Life.

## Bildgalleri

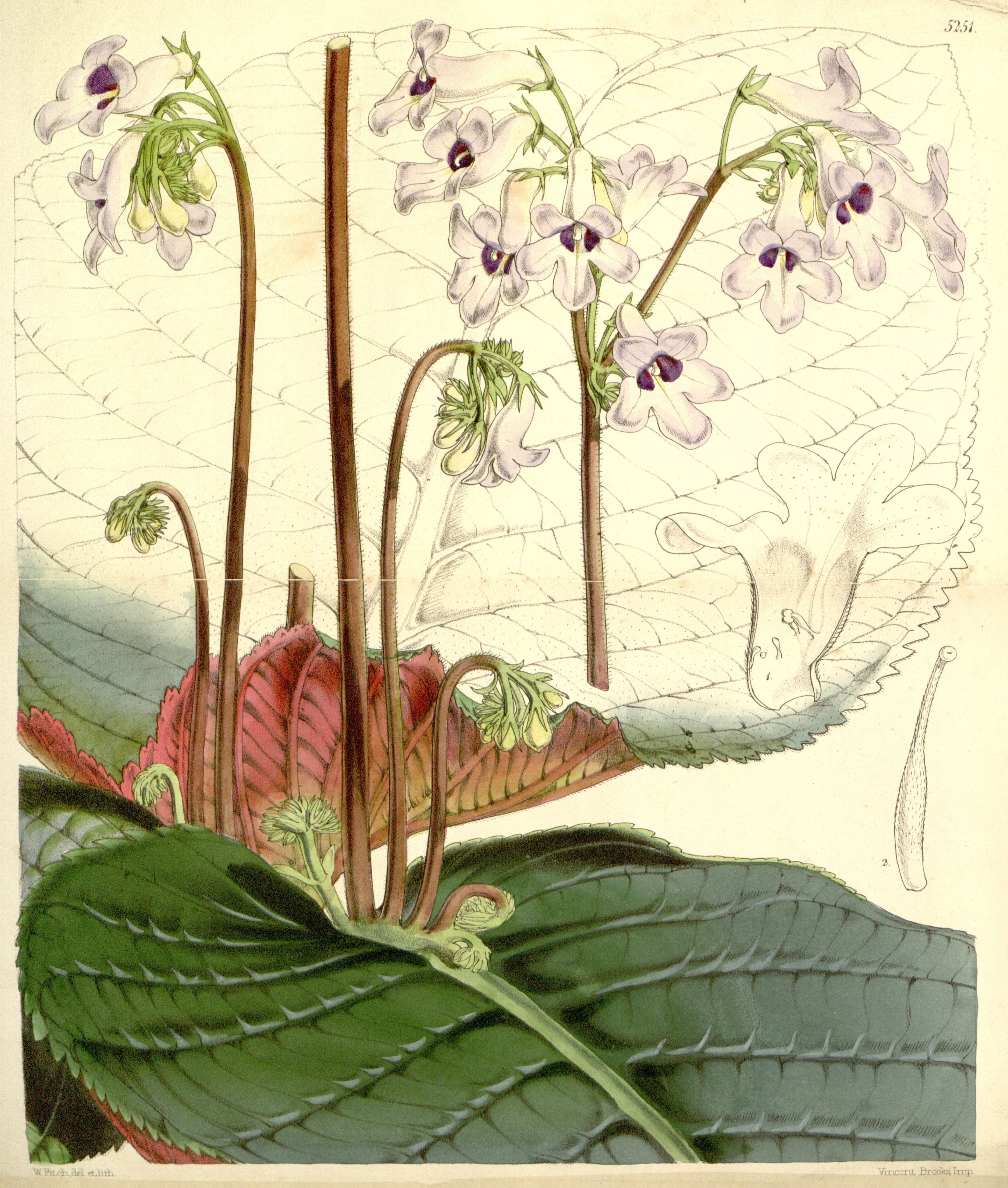